# Ardon (Sjeverna Osetija, Rusija)
Ardon (ruski: Ардо́н, osetski: Æрыдон) je grad u Sjevernoj Osetiji-Alaniji, autonomnoj republici u Rusiji. 
Nalazi se u središnjem dijelu republike, na zapadnoj obali istoimene rijeke, 39 km sjeverozapadno od republičkog glavnog grada Vladikavkaza, na 43°11′N 44°18′E / 43.183°N 44.300°E,
Prema sveruskom popisu stanovništva 20023., u Ardonu je živjelo 17.521 stanovnik. Od popisa 1989. se broj stanovnika povećao; onda je Ardon imao 13.536 stanovnika.
Grad je utemeljen 1824., a gradski status je dobio 1964. Upravno je središte Ardonskog rajona. Do 1964., Ardon je bio selom, a onda se preobrazio u industrijsko-poljodjelsko naselje s tvornicom konzerva, tvornicom za preradu konoplje te inih kapaciteta za preradu hrane i poljodjelskih proizvoda.
Prometna uloga ovog gradića je velika. Važnim je cestovnim i željezničkim čvorištem. Glava je ogranka prema južnom gradiću Alagiru. 